# سیارک ۹۹۷۵
سیارک ۹۹۷۵ (به انگلیسی: 9975 Takimotokoso، نامگذاری:1993RZ1) نه هزار و نهصد و هفتاد و پنجمین سیارک کشف شده‌است که در ۱۲ سپتامبر ۱۹۹۳ کشف شد.
قدر مطلق سیارک برابر ۱۷.۰ است.